# Sioux Falls
Sioux Falls er den største by i delstaten South Dakota, USA. Byen har ca. 145.000 indbyggere (2005), hvoraf en høj andel nordamerikanske indbyggere, bor i Minnehaha County, i det sydøstlige hjørne af delstaten, og derved i nordlige dele af den amerikanske prærie. 
Byen har sit navn efter en foss i floden Big Sioux River. Området rundt om den nuværende by blev kolonialiseret i 1856 af to separate foretag the Dakota Land Company of St. Paul og the Western Town Company of Dubuque, Iowa. Byen blev grundlagt i 1873, da den havde 593 indbyggere.
De største industriarbejdspladser er i næringsmiddelindustrien. South Dakota Air National Guard har en base i byen. Nærheden til Iowa har givet gode vilkår for varehandel, særligt i de perioder hvor alkoholsalg var forbudt i Iowa. Der er en lufthavn i nærheden af byen, men ikke jernbane. 
De største befolkningsgrupper i byen er tysk- og norskættede. Den lutherske kirke har en stærk stilling, og ejer også Augustana College, et privat universitet for undergraduate studies. Det nærmeste universitet ligger i byen Vermillion, South Dakota, nogen miles mod syd. 
Sioux Falls har et museum for indiansk historie.

## Indbyggertallets udvikling
| År   | Indbyggertal¹ |
| ---- | ------------- |
| 1980 | 81.343        |
| 1990 | 100.836       |
| 2000 | 123.975       |
| 2005 | 139.517       |

## Attraktioner
- Falls Park
- Washington Pavilion
- Great Bear Recreation Park
- Great Plains Zoo & Delbridge Museum

## Kendte mennesker fra byen
- Michael Edward Fossum, Astronaut
- January Jones ungdomsskuespiller
- Bob Stewart, Tubist
- The Spill Canvas, Rockband